# Валіелдін Хедр
Валіелдін Хедр Сафур Дайєен (англ. Walieldin Khedr Safour Daiyeen, нар. 15 вересня 1995) — суданський футболіст, атакувальний півзахисник «Аль-Гіляля» (Омдурман) та національної збірної Судану.

## Клубна кар'єра
Виступав на батьківщині за клуби «Аль-Ніл» (Шенді), «Аль-Аглі» (Шенді) та «Аль-Гіляль» (Омдурман)

## Виступи за збірну
2 вересня 2016 року дебютував за національну збірну Судану в товариському матчі проти Судану (1:2).
Він був включений до складу збірної на Кубок африканських націй 2021 року в Камеруні і в грі проти Нігерії забив гол з пенальті, втім його команда програла 1:3 і не змогла вийти з групи.